# Comuna Makivka, Rokîtne
Makivka (în ucraineană Маківка) este o comună în raionul Rokîtne, regiunea Kiev, Ucraina, formată din satele Makivka (reședința) și Petrivske.

## Demografie
Componența lingvistică a comunei Makivka
     Ucraineană (98,92%)
     Alte limbi (1,08%)
Conform recensământului din 2001, majoritatea populației comunei Makivka era vorbitoare de ucraineană (98,92%), existând în minoritate și vorbitori de alte limbi.